# Mike Clattenburg
Mike Clattenburg est un réalisateur, scénariste, producteur, acteur, monteur et directeur de la photographie canadien.

## Filmographie

### comme réalisateur
- 1995 : The Cart Boy
- 1998 : Nan's Taxi (TV)
- 1998 : One Last Shot
- 1999 : Trailer Park Boys
- 2004 : The Trailer Park Boys Christmas Special (TV)

### comme scénariste
- 1995 : The Cart Boy
- 1998 : Nan's Taxi (TV)
- 1998 : One Last Shot
- 1999 : Trailer Park Boys
- 2004 : The Trailer Park Boys Christmas Special (TV)

### comme producteur
- 1999 : Trailer Park Boys
- 2001 : Trailer Park Boys (série TV)

### comme acteur
- 1992 : Buried on Sunday : 3rd Biker
- 1994 : Life with Billy (TV) : Mike
- 2002 : The Pilot's Wife (TV) : Television reporter

### comme monteur
- 1999 : Trailer Park Boys

### comme directeur de la photographie
- 1998 : One Last Shot